# 北圣卢西亚
北圣卢西亚是巴西阿拉戈斯州的一个市镇。总面积28.54平方公里，总人口7182人，人口密度251.6人/平方公里。